# 久御山南インターチェンジ
久御山南インターチェンジ（くみやまみなみインターチェンジ）は、京都市久世郡久御山町の第二京阪道路（国道1号）のインターチェンジである。門真方面の出入口のみのハーフICである。
建設時の仮称は、佐山（さやま）インターチェンジであった。

## 道路
- E89 第二京阪道路（3番）

## 接続する道路
- 国道1号（第二京阪道路一般部）
- 京都府道15号宇治淀線

## 歴史
2003年（平成15年）3月30日 : 開通。

## 周辺
- 木津川
- 上津屋橋(流れ橋)
- 運輸支局南自動車検査場

## 隣
E89 第二京阪道路
(1) 巨椋池IC - (2) 久御山JCT - (3) 久御山南IC - (4) 八幡東IC